# Filippo Sacchini
Filippo Sacchini (Cremona, 28 giugno 1827 – Roma, 21 aprile 1892) è stato un avvocato italiano.

## Biografia
Figlio del generale Giuseppe Sacchini e di Modesta Visconti, Filippo Sacchini si arruolò nell'aprile 1848 e fu promosso a sottotenente due mesi più tardi. Diede le sue dimissioni dopo la battaglia di Novara per recarsi a Torino a compiere gli studi forensi. Dopo aver conseguito la laurea nel 1850, praticò l'avvocatura a Torino fino al 1859, quando Giovanni Gallarini, intendente generale di Cremona e governatore di Benevento, su raccomandazione di Camillo Benso, conte di Cavour (con il quale fece parte dell'Associazione Nazionale Italiana), lo nominò commissario straordinario al municipio di Casalmaggiore. Un decreto del 30 dicembre 1859 lo nominò intendente del Circondario di Clusone, carica che occupò per tutto l'anno seguente. Successivamente fu sottoprefetto a Siracusa, Poscia e Cefalù.  
Nel 1862 lasciava la carriera politica per quella giudiziaria, diventando sostituto procuratore generale presso la corte d'appello di Catanzaro. Traslocato da Trani al circolo d'assise di Lucera, vi sostenne importanti processi politici, nonostante la salute cagionevole fosse minata dalle febbri pugliesi e il colera. Il 24 dicembre 1863, il municipio di Lucera, a voti unanimi, conferiva il diritto di cittadinanza. Tramutato a Napoli e poi a Bologna, sostenne cause contro accoltellatori settari. Nel 1880 fu promosso sostituto procuratore generale della corte di cassazione di Firenze, dove nel 1885 fu nominato avvocato generale. Nel 1892 divenne avvocato generale della corte di cassazione di Roma.
Insignito della Croce Croce dell'Ordine dei Santi Maurizio e Lazzaro e di quella dell'Ordine della Corona d'Italia.
Il 21 aprile 1892 moriva in Roma, lo stesso giorno in cui veniva firmato il decreto della sua nomina a senatore del Regno. Sposato con Angela Bonicelli del nobile casato Bergamasco, ebbe un figlio, Gaetano Sacchini, magistrato e sindaco di Clusone dal 1946 al 1950. Nella città di Clusone è presente una via che porta il suo nome.

## [10]Note
1. ↑   Camillo Benso conte di Cavour, Lettere edite ed inedite di Camillo Cavour, Roux e Favale, 1884. URL consultato il 23 ottobre 2024.
2. ↑   La legge monitore giudiziario e amministrativo del Regno d'Italia, Ricci, 1866.
3. ↑   Italia, Gazzetta ufficiale del Regno d'Italia, s.n.!, 1877. URL consultato il 23 ottobre 2024.
4. ↑   Bollettino ufficiale del Ministero di Grazia, Giustizia e dei Culti, Stamperia reale, 1893. URL consultato il 23 ottobre 2024.
5. ↑   Indicatore generale della città di Firenze amministrativo, commerciale, artistico, industriale e stradale, Tip. Galletti e Cocci, 1888. URL consultato il 23 ottobre 2024.
6. ↑   Bollettino ufficiale del Ministero di Grazia, Giustizia e dei Culti, Stamperia reale, 1893. URL consultato il 24 ottobre 2024.
7. ↑   Bollettino ufficiale del Ministero di Grazia, Giustizia e dei Culti, Stamperia reale, 1893,  p. 187. URL consultato il 23 ottobre 2024.
8. ↑   Redazione, I sindaci di Clusone dalla liberazione ad oggi, su MyValley.it notizie!, 2 maggio 2015. URL consultato il 24 ottobre 2024.
9. ↑   Marchese Vittorio Spreti, Enciclopedia storico-nobiliare italiana, Ed. Enciclopedia storico-nobiliare italiana, 1930. URL consultato il 12 novembre 2024.
10. ↑   Goffredo di Crollalanza, Dizionario storico-blasonico delle famiglie nobili e notabili italiane estinte e fiorenti, Giornale Araldico, 1890. URL consultato il 26 marzo 2025.